# Tập đoàn quân 18 (Liên Xô)
Tập đoàn quân 18 là một đơn vị quân sự chiến lược cấp tập đoàn quân của Hồng quân Liên Xô, hoạt động chủ yếu trong chiến tranh thế giới thứ hai.

## Lịch sử
Tập đoàn quân 18 được thành lập vào ngày 21 Tháng 6 năm 1941 trên cơ sở Quân khu Kharkov và Quân khu đặc biệt Kiev.
Tư lệnh Tập đoàn quân năm 1941 là Trung tướng Andrew Kirilovych Smirnov. Biên chế vào đầu cuộc chiến bao gồm:
- Quân đoàn cơ giới 16[1]
  - Sư đoàn xe tăng 15
  - Sư đoàn xe tăng 39
  - Sư đoàn cơ giới 240
  - Sư đoàn tiêm kích 64
  - Sư đoàn không quân hỗn hợp 45
- Quân đoàn súng trường 17[2][3]
  - Sư đoàn súng trường 96
  - Sư đoàn súng trường 60
  - Sư đoàn súng trường 164
- Quân đoàn cơ giới 18[1]
  - Sư đoàn xe tăng 47
  - Sư đoàn cơ giới 218
- Quân đoàn súng trường 55[1]
  - Sư đoàn súng trường 130
  - Sư đoàn súng trường 160
  - Sư đoàn súng trường 189
  - Lữ đoàn xe tăng độc lập  4Bản đồ hoạt động của Tập đoàn quân 18 trong trận bảo vệ Zaporozhye vào tháng 8 năm 1941.

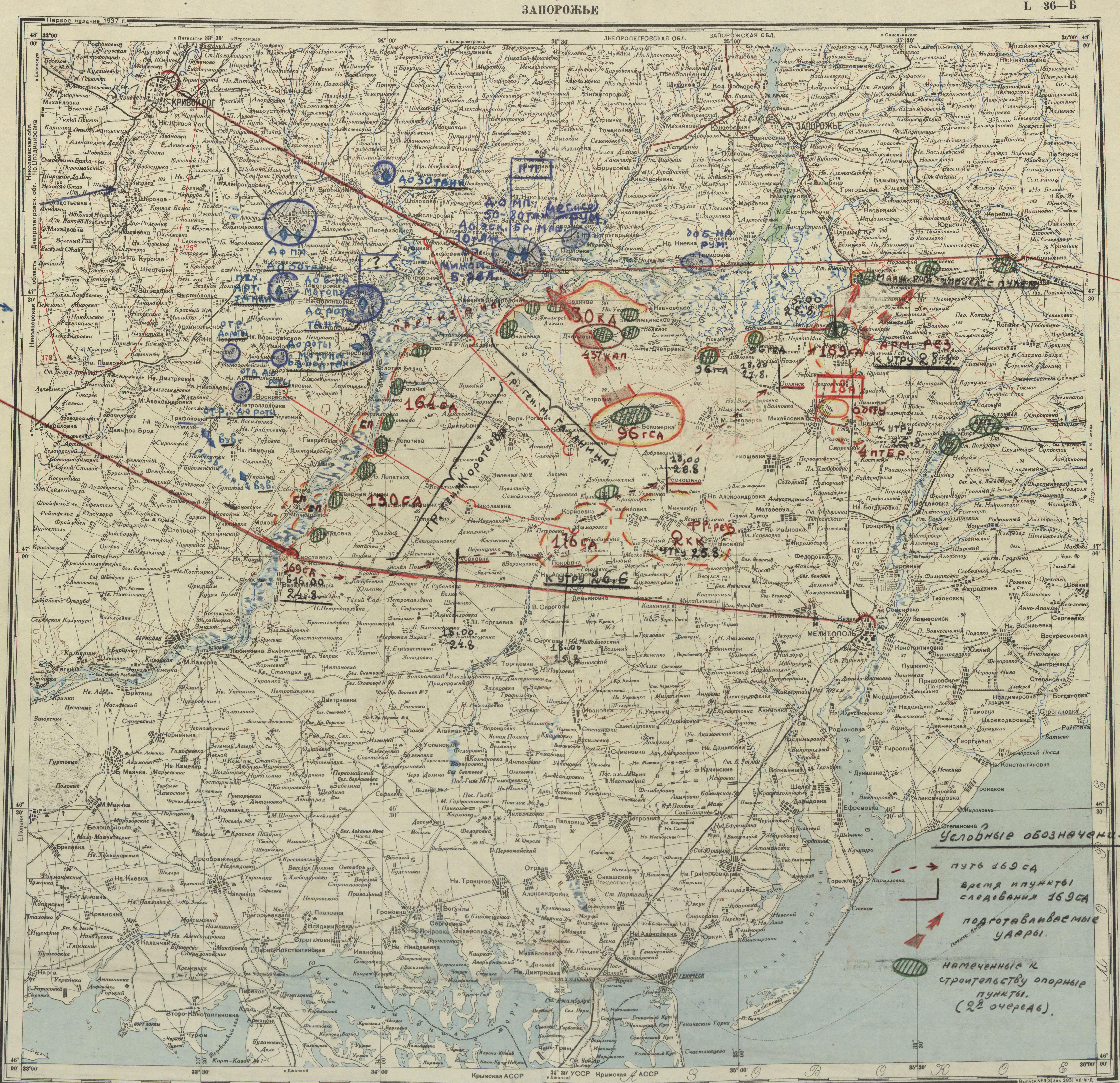
Bản đồ hoạt động của Tập đoàn quân 18 trong trận bảo vệ Zaporozhye vào tháng 8 năm 1941.

Khi Chiến dịch Barbarossa bùng nổ năm 1941, Tập đoàn quân 16 cùng với các Tập đoàn quân 6 và 12 bị kẹt lại trong một vòng vây khổng lồ phía nam Kiev (vòng vây này là một phần của chiến dịch Uman). Vào ngày 1 tháng 10 năm 1943, biên chế tập đoàn quân bao gồm:
- Quân đoàn súng trường 20
  - Lữ đoàn súng trường cận vệ 8
  - Lữ đoàn súng trường hải quân 81
  - Lữ đoàn súng trường hải quân 83
- Sư đoàn súng trường cận vệ 55
- Sư đoàn súng trường 89
- Sư đoàn súng trường 176
- Sư đoàn súng trường 318
- Sư đoàn súng trường 414
- Lữ đoàn súng trường 107
- Lữ đoàn hải quân đánh bộ 255
- Tiểu đoàn Chống tăng Cận vệ độc lập, các đơn vị pháo binh, thiết giáp và công binh.[4]

Nằm trong biên chế của các Phương diện quân Nam, Bắc Caucasian, Zakavkaz, Ukraina 1 và Ukraina 4 , Tập đoàn quân 18 đã tiến hành các hoạt động phòng thủ ở hữu ngạn Ukraina, tham gia vào trận Donbass, các hoạt động phòng thủ và tấn công Rostov, và trong cuộc chiến giành Kavkaz. Để chuẩn bị cho Chiến dịch Kerch–Eltigen, Quân đoàn Desant 18 được xác định là đơn vị duy nhất của Tập đoàn quân tham gia các hoạt động đổ bộ xung quanh Malaya Zemlya, từ ngày 15 tháng 2 đến ngày 5 tháng 4 năm 1944.
Lúc này, Tập đoàn quân bao gồm:
- Quân đoàn súng trường cận vệ 10
- Quân đoàn súng trường 16
- Sư đoàn súng trường 176
- Sư đoàn súng trường 318
- Lữ đoàn xe tăng cận vệ 5
- Hai trung đoàn pháo binh của Bộ Tư lệnh Tối cao
- Một trung đoàn súng cối cận vệ (Trang bị pháo phản lực phóng loạt)
- Phân đội desant của Thiếu tá Kunikov
- Thành phần của các Lữ đoàn bộ binh Hải quân 255 và 83
- Thành phần của các Lữ đoàn súng trường 107 và 165
- Trung đoàn Desant 31
- Tiểu đoàn súng máy
- Trung đoàn pháo chống tăng 29

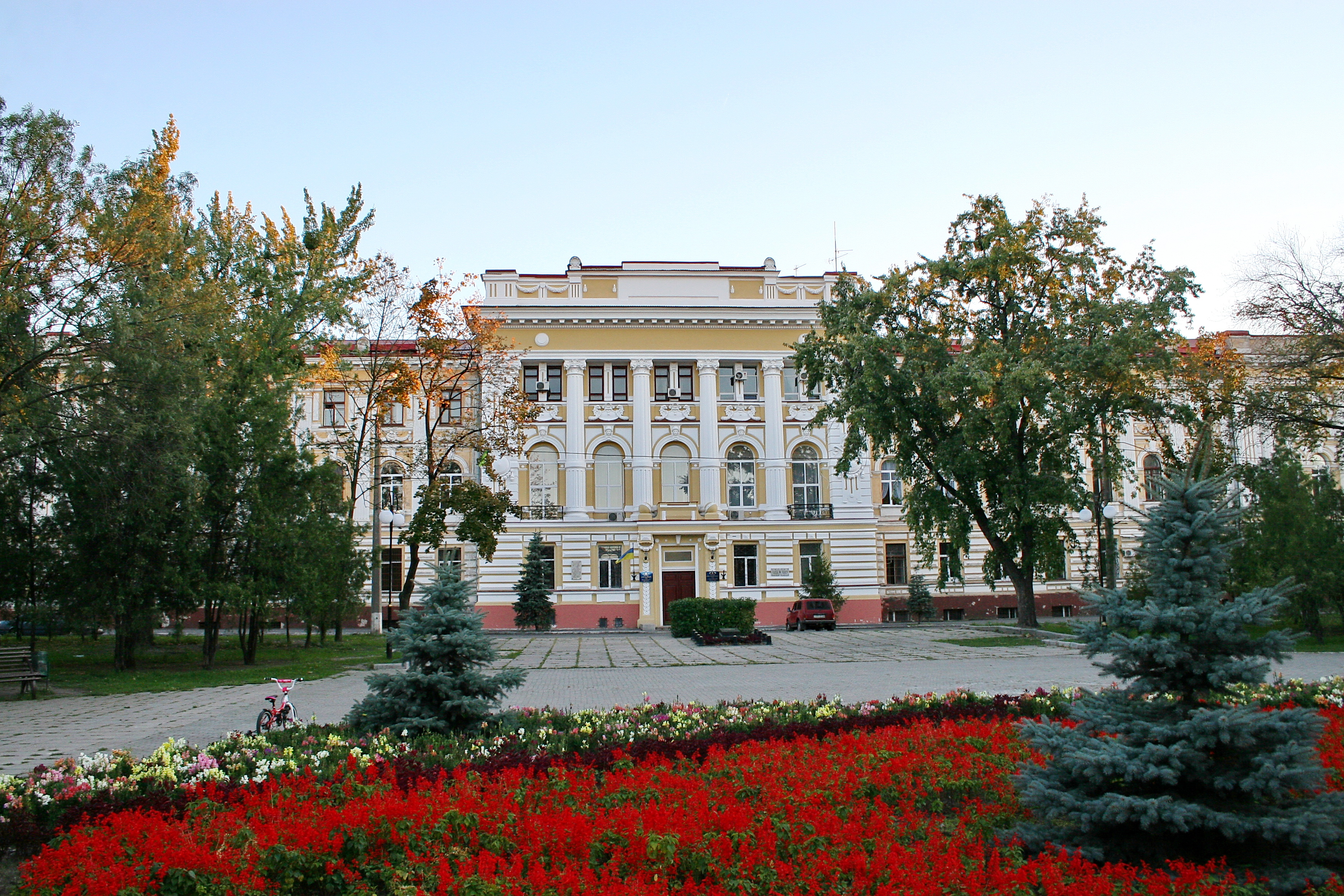
Tòa nhà ở Kharkov, nơi từng đặt trụ sở của Quân khu Kharkov, Phương diện quân Tây Nam và Tập đoàn quân 18.

Tất cả đều dưới quyền chỉ huy của Cụm tác chiến Grechkin (Tư lệnh là А.А. Grechkin).
Tập đoàn quân 18 được chỉ định lại nhiệm vụ ban đầu là giải phóng các vùng hữu ngạn Ukraine, Hungary, Ba Lan và Tiệp Khắc. Sư đoàn Súng trường 24, Quân đoàn súng trường 17 (Bao gồm các sư đoàn súng trường 8 và 138) đứng trong đội hình Tập đoàn quân đến tận tháng 5 năm 1945
Sau Chiến tranh thế giới thứ hai, Tập đoàn quân 18 được chuyển đổi thành Quân đoàn sơn cước thuộc Quân khu Carpathian và Bắc Bukovina. Tập đoàn quân bị giải tán vào tháng 5 năm 1946. Một số đơn vị của nó, cùng với các bộ phận của Tập đoàn quân 52 được sử dụng để thành lập Tập đoàn quân cơ giới 8.

## Danh sách tư lệnh
| Thời gian         | Thời gian                | Tư lệnh              | Chú thích                                                 |
| Bắt đầu           | Kết thúc                 | Tư lệnh              | Chú thích                                                 |
| ----------------- | ------------------------ | -------------------- | --------------------------------------------------------- |
| Tháng 6 năm 1941  | Tháng 10 năm 1941        | Andrey Smirnov       | Trung tướng, tử trận trên chiến trường                    |
| Tháng 10 năm 1941 | Tháng 11 năm 1941        | Vladimir Kolpakchi   | Thiếu tướng                                               |
| Tháng 11 năm 1941 | Tháng 2 năm 1942         | Fyodor Kamkov        | Thiếu tướng                                               |
| Tháng 2 năm 1942  | Tháng 4 năm 1942         | Ilya Smirnov         | Trung tướng                                               |
| Tháng 4 năm 1942  | Tháng 10 năm 1942        | Fyodor Kamkov        | Thiếu tướng                                               |
| Tháng 10 năm 1942 | Ngày 5 tháng 1 năm 1943  | Andrey Grechko       | Thiếu tướng                                               |
| Tháng 1 năm 1943  | Ngày 11 tháng 2 năm 1943 | Aleksandr Ryzhov     | Thiếu tướng                                               |
| Tháng 2 năm 1943  | Ngày 16 tháng 3 năm 1943 | Konstantin Koroteyev | Thiếu tướng                                               |
| Tháng 3 năm 1943  | Ngày 6 tháng 2 năm 1944  | Konstantin Leselidze | Trung tướng được thăng Thượng tướng vào tháng 10 năm 1943 |
| Tháng 2 năm 1944  | Tháng 11 năm 1944        | Yevgeny Zhuravlyov   | Trung tướng                                               |
| Tháng 11 năm 1944 | Tháng 5 năm 1945         | Anton Gastilovich    | Thiếu tướng, thăng Trung tướng vào tháng 1 năm1945        |